# Pomatostomus
Pomatostomus – rodzaj ptaków z rodziny stadniaków (Pomatostomidae).

## Zasięg występowania
Rodzaj obejmuje gatunki występujące w Australii i na Nowej Gwinei.

## Morfologia
Długość ciała 17–27 cm; masa ciała 30–85 g.

## Systematyka

### Etymologia
- Pomatostomus: gr. πωμα pōma, πωματος pōmatos „pokrywa”; στομα stoma, στοματος stomatos „usta”[6].
- Morganornis: dr Alexander Matheson Morgan (1867–1934), australijski okulista, ornitolog; gr. ορνις ornis, ορνιθος ornithos „ptak”[7]. Typ nomenklatoryczny: Pomatorhinus temporalis Vigors & Horsfield, 1827.

### Podział systematyczny
Do rodzaju należą następujące gatunki:
- Pomatostomus temporalis (Vigors & Horsfield, 1827) – stadniak siwogłowy
- Pomatostomus halli Cowles, 1964 – stadniak skromny
- Pomatostomus superciliosus (Vigors & Horsfield, 1827) – stadniak białobrewy
- Pomatostomus ruficeps (Hartlaub, 1852) – stadniak rdzawołbisty